# تل قلعه خوشاب
تل قلعه خوشاب مربوط به سدهٔ اولیه دوران‌های تاریخی پس از اسلام است و در شهرستان فراشبند، بخش مرکزی، دهستان نوجین، ۸۰۰ متری بعد از امامزاده محمد بطرف روستای خوشاب واقع شده و این اثر در تاریخ ۲۷ بهمن ۱۳۸۷ با شمارهٔ ثبت ۲۴۷۲۲ به‌عنوان یکی از آثار ملی ایران به ثبت رسیده است.